# Кейсі Доусон
Кейсі Доусон (2 серпня 2000 , Парк-Сіті ) — американський ковзаняр, олімпійський медаліст.

## Олімпійські ігри
| Рік  | Місто        | 1500 метрів | Командне переслідування |
| ---- | ------------ | ----------- | ----------------------- |
| 2022 | Пекін, Китай | 28          | 3                       |